# Мусинци
Мусинци (мкд. Мусинци) су насеље у Северној Македонији, у јужном делу државе. Мусинци припадају општини Могила.

## Географија
Насеље Мусинци је смештено у јужном делу Северне Македоније. Од најближег већег града, Битоља, насеље је удаљено 30 km североисточно.
Мусинци се налазе у источном делу Пелагоније, највеће висоравни Северне Македоније. Насељски атар је на западу равничарски, док се на истоку издиже Селечка планина. Надморска висина насеља је приближно 600 метара.
Клима у насељу је континентална.

## Становништво
Мусинци су према последњем попису из 2002. године имали 302 становника.
Претежно становништво по последњем попису су етнички Македонци (94%), а остало су махом Турци. До прве половине 20. века Турци су били у већини у селу.
Већинска вероисповест је православље.